# غيندون غياتسو
غيندون غياتسو بالزانغبو (1475 - 1541) الدالاي لاما الثاني ويعرف أيضا بـ غيندون غياتسو  أو غيدون غياتسو ، وقد عرف بأنه إعادة تجسد غيندون دروب منذ أن كان طفلاً. ولد عام 1475 م في تاناغ سيكم بالقرب من شيغاتس في منطقة تسانغ في وسط التبت.
كان أبويه فلاحين وتقول الأسطورة بأنه عندما كان طفلا صغيراً لم يكن قد تعلم الكلام بعد تحدث إلى والديه فقال لهما بأن اسمه كان بيما دورجه وهو اسم الدالاي لاما الأول غيندون دروب قبل أن ينخرط في السلك الرهباني، وأفصح لهما عن رغبته بالعيش وسط الرهبان في دير تاشيلهونبو. بعد ذلك رأى أبوه في حلم رجل متشح بالبياض طلب منه بأن يسمي الطفل (غيندون دروب) وقال له بأن ابنه قادر على أن يتذكر حيواته السابقات. وعلى الرغم من هذا فقد سماه والده سانغي فيل.
تلقى تعليمه الأولي على يد والده حتى بلغ الحادي عشرة عاماً، حيث تم الاعتراف به بأنه إعادة تجسد الدالاي لاما الأول غيندون دروب ودخل إلى دير تاشيلهونبو. عام 1486 م أصبح راهبا مبتدءاً على يد بانشين لونغريغ غياستو، ونذر بعدها نذور الرهبنة الكاملة في جماعة القبعات الصفر على يد شوج شويكي غيالتسين الذي أعطاه اسمه الديني غيندون غياستو.
درس غيندون غياتسو في ديري تاشيلهونبو ودريبونغ وأسس عام 1509 م دير شوخورغيال كمكان للاستراحة والعبادة للحجاج القادمين إلى بحيرة لهامو لاتسو. عام 1517 م أصبح غيندون غياتسو رئيس دير دريبونغ وفي السنة التالية أعاد إحياء عيد مونلام شينمو وهو احتفال ديني كبير للصلاة ترأسه بنفسه مع رهبان أديرة سيرا ودريبونغ وغاندين وتعتبر هذه الأديرة أكبر جامعات رهبنة القبعات الصفر في العالم.
عام 1525 أصبح غيندون غياتسو رئيساً لدير سيرا وتوفي عام 1542 م عن عمر 67 سنة.

## مواضيع ذات صلة
- البوذية
- الدالاي لاما

## وصلات خارجية
- غيندون غياتسو على موقع الموسوعة البريطانية (الإنجليزية)

- الموسوعة البريطانية

| سبقه غيندون دروب | الدالاي لاما بين عامي 1475 - 1541 | تبعه سونام غياتسو |